# 内灘町立内灘中学校
内灘町立内灘中学校（うちなだちょうりつ うちなだちゅうがっこう）は、石川県河北郡内灘町にある町立中学校。

## 沿革
- 1947年（昭和22年）4月1日 - 学制改革に伴い大根布中学校、西荒屋中学校が設置される。
- 1960年（昭和35年）9月1日 - 大根布中学校と西荒屋中学校を廃校にし、内灘中学校が設置される。但し、当分の間は、大根布教場、西荒屋教場とした。
- 1961年（昭和36年）
  - 8月31日 - 独立校舎第一期工事完成（普通教室など）。
  - 9月1日 - 独立校舎へ全校生徒569名を収容し、同日をもって、大根布と西荒屋の両教場を廃止。
- 1962年（昭和37年）4月5日 - 独立校舎第2期工事完成（管理棟など）。
- 1963年（昭和38年）2月27日 - 独立校舎第3期工事完成（体育館、技術室など）。
- 1965年（昭和40年）
  - 6月30日 - プール完成。
  - 12月1日 - 運動場整地完成。
- 1966年（昭和41年）4月1日 - 内灘中学校加能学園（県児童生活指導センター）を教場として設置。
- 1974年（昭和49年）5月10日 - 増築校舎（西校舎普6）完成。
- 1979年（昭和54年）1月10日 - 北校舎（普9、特4）増築工事完了し、使用開始。
- 1983年（昭和58年）3月 - 部室（18室）完成。
- 1984年（昭和59年）
  - 4月2日 - 新校舎（普5、特8）の仮使用開始。
  - 9月21日 - 増改築落成式挙行。
- 1986年（昭和61年）4月1日 - ハマナス分校設置。
- 1989年（平成元年）3月23日 - 新体育館落成式挙行。
- 1990年（平成2年）
  - 4月14日 - プールにエアドーム完成。
  - 9月6日 - 野球場とソフトボール場の全面改修工事完成。
- 1991年（平成3年）8月31日 - 下水道改修工事完了（浄化槽撤去・配管）。
- 1992年（平成4年）
  - 3月25日 - コンピュータ教室完成。
  - 8月31日 - 本館と西校舎外壁補修工事完了。
- 1993年（平成5年）8月31日 - 北校舎内部塗装。
- 1994年（平成6年）7月 - グランド国旗掲揚塔設置。
- 1995年（平成7年）3月 - 部室改修。
- 1998年（平成10年）8月 - コンピュータ入替（42台）、西校舎塗装・補修工事。
- 1999年（平成11年）
  - 4月 - 1学年教室のカーテン取替え。
  - 8月 - 西校舎教室内掲示板と北校舎廊下掲示板を改修。北校舎トイレブース取替え。
  - 12月 - 2学年教室カーテン取替え。
- 2000年（平成12年）
  - 3月 - 会議室のカーテン取替え。
  - 8月 - 本館内部塗装工事。
- 2001年（平成13年）
  - 9月 - 第2コンピュータ教室（北校舎4階）完成。
  - 11月 - ソフトボール部用具庫新設。
- 2002年（平成14年）8月 - 学級補助黒板改修。職員室冷暖房設備工事。
- 2003年（平成15年）4月 - 特学教室（2学級）新設。
- 2004年（平成16年）4月 - 特学教室（1学級）新設。
- 2005年（平成17年）8月 - 中校舎トイレ改修。
- 2006年（平成18年）4月 - 階段と廊下に手すり設置。
- 2007年（平成19年）
  - 3月 - 校舎改築のための普通教室改修工事完了。
  - 7月 - 同月から翌月末まで、北校舎解体。これに伴い、コンピュータ教室移動（管理棟礼法室）。
  - 8月 - 第2・3理科室（南校舎4階）と技術室・保健室（南校舎1階）の改修工事。
  - 9月 - 新校舎棟建設開始。
- 2008年（平成20年）
  - 7月18日 - 新校舎等へ移転、管理棟・中校舎解体（7月末～8月末）。
  - 8月26日 - 南校舎改築終了。
- 2009年（平成21年）
  - 3月19日 - 校舎改築竣工。
  - 3月29日 - 町民校舎見学デー開催。
  - 4月14日 - 校舎落成式挙行。
  - 11月2日 - 創立50周年記念式典挙行。
- 2015年（平成27年）7月 - 体育館・剣道場・卓球場で、非構造部材耐震工事。
- 2018年（平成30年）
  - 2月2日 - 寺西洵一氏より、「ひかる文庫」寄贈。
  - 3月9日 - 第58回卒業生より、記念品『校訓「自主・協同・責任」』が送られ、体育館に設置された。
- 2024年（令和6年）1月 - 1日夕方に発生した「令和6年能登半島地震」により、本校を含む内灘町立の全学校が9日から12日まで、臨時休校の措置を採る[3]。

## 通学区域
内灘町全域(石川県立児童生活指導センターに入所措置されている者を除く)。

## 著名な出身者
- 米澤脩斗（ブレイクダンサー）
- 瀬戸杏華（バレーボール選手：PFUブルーキャッツ）